# Fodor Oszkár (orvos)
Fodor Oszkár, Feuchtman (Székesfehérvár, 1876. február 6. – Budapest, Terézváros, 1934. november 1.) orvos.

## Életútja
Apja Feuchtman Adolf, anyja Neuman Júlia. Tanulmányait a Budapesti Tudományegyetem orvosi karán végezte. 1902-ben a Népszínház, majd 1904-től a Dunántúli Közművelődési Egyesület főtitkára volt. 1902. december 7-én Budapesten házasságot kötött a nála hét évvel fiatalabb Weiszman Arankával. A taúk Berzeviczy Albert és Porzsolt Kálmán voltak.
Főképpen a gyermekgyógyászat és a balneológia terén működött és éveken keresztül a magyar fürdők ügyét propagálta Fürdők és nyaralóhelyek című almanachjában. Behatóan foglalkozott a gyermekvédelem problémáival. Az Országos Gyermekszanatórium-egyesület 1910-ben ügyvezető-igazgatójának választotta. 1910-ben elvált feleségétől. 1914. augusztus 1-jén Budapesten újranősült, a 15 évvel fiatalabb Böhm Margitot vette el.
Nagy része volt a Balatonalmádiban létesített Zsófia gyermekszanatóriumok alapítása és fölvirágoztatása körül. A szanatóriumnak kezdettől fogva adminisztratív vezetője volt. A közegészségügy terén szerzett érdemei elismeréséül 1922-ben az egészségügyi főtanácsosi címmel tüntették ki.
A Kozma utcai izraelita temetőben nyugszik.